# La mujer sin cabeza
La mujer sin cabeza is een Argentijnse film uit 2008, geregisseerd door Lucrecia Martel.

## Verhaal
Tijdens een autorit rijdt Verónica over iets heen. Geschokt besluit ze door te rijden. Ze kan het voorval niet loslaten en na een paar dagen vertelt ze het aan haar man. Samen gaan ze naar de plek waar het voorval heeft plaatsgevonden en ze vinden een aangereden hond. Verónica komt tot rust, blij dat ze niemand heeft vermoord. Het duurt niet lang voordat ze hoort over een macabere ontdekking die haar bezorgdheid weer doet toenemen.

## Rolverdeling
| Acteur           | Personage   |
| ---------------- | ----------- |
| María Onetto     | Verónica    |
| Claudia Cantero  | Josefina    |
| Inés Efron       | Candita     |
| César Bordón     | Marcos      |
| Daniel Genoud    | Juan Manuel |
| Guillermo Arengo | Marcelo     |
| María Vaner      | Tía Lala    |

## Ontvangst

### Recensies
Op Rotten Tomatoes geeft 75% van de 52 recensenten de film een positieve recensie, met een gemiddelde score van 6,89/10. De film kreeg het label "certified fresh" (gegarandeerd vers). Website Metacritic komt tot een score van 81/100, gebaseerd op 12 recensies, wat staat voor "universal acclaim" (universele toejuiching)

### Prijzen en nominaties
De film won 9 prijzen en werd voor 19 andere genomineerd. Een selectie:
| Jaar | Evenement                      | Categorie                | Genomineerde         | Resultaat   |
| ---- | ------------------------------ | ------------------------ | -------------------- | ----------- |
| 2008 | Cannes (61ste editie)          | Gouden Palm              | La mujer sin cabeza  | Genomineerd |
| 2008 | Premio Sur (3de editie)        | Beste film               | La mujer sin cabeza  | Gewonnen    |
| 2008 | Premio Sur (3de editie)        | Beste regisseur          | Lucrecia Martel      | Gewonnen    |
| 2008 | Premio Sur (3de editie)        | Beste actrice            | María Onetto         | Genomineerd |
| 2008 | Premio Sur (3de editie)        | Beste vrouwelijke bijrol | Claudia Cantero      | Genomineerd |
| 2008 | Premio Sur (3de editie)        | Beste vrouwelijke bijrol | María Vaner          | Genomineerd |
| 2008 | Premio Sur (3de editie)        | Beste origineel scenario | Lucrecia Martel      | Gewonnen    |
| 2008 | Premio Sur (3de editie)        | Beste camerawerk         | Barbara Alvarez      | Genomineerd |
| 2008 | Premio Sur (3de editie)        | Beste montage            | Miguel Schverdfinger | Genomineerd |
| 2008 | Premio Sur (3de editie)        | Beste artdirector        | María Eugenia Sueiro | Genomineerd |
| 2008 | Premio Sur (3de editie)        | Beste kostuums           | Julio Suárez         | Genomineerd |
| 2008 | Premio Sur (3de editie)        | Beste geluid             | Guido Berenblum      | Genomineerd |
| 2009 | Cóndor de Plata (57ste editie) | Beste regisseur          | Lucrecia Martel      | Genomineerd |
| 2009 | Cóndor de Plata (57ste editie) | Beste actrice            | María Onetto         | Gewonnen    |
| 2009 | Cóndor de Plata (57ste editie) | Beste vrouwelijke bijrol | María Vaner          | Genomineerd |